# المجر خلال الحرب العالمية الأولى

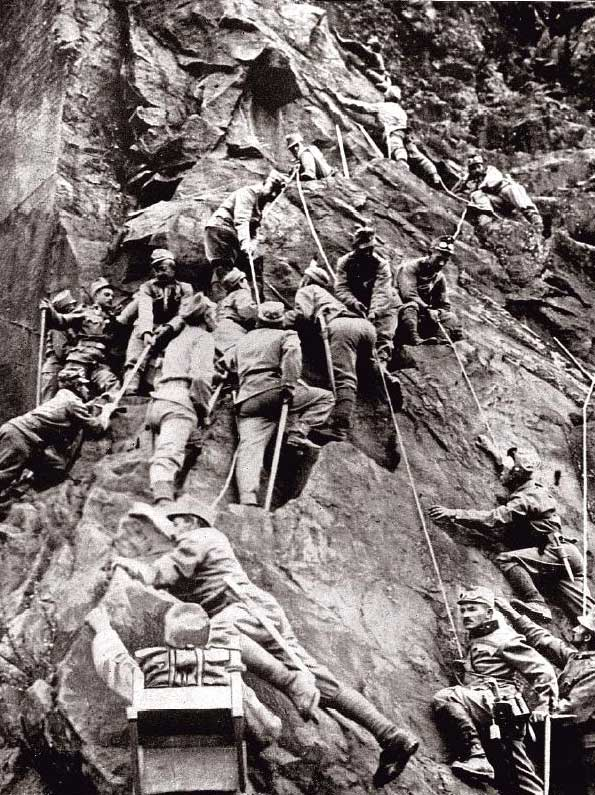
فيلق جبلي نمساوي-مجري

كانت الإمبراطورية النمساوية المجرية وألمانيا تشكلان أهم دول المركز في الحرب العالمية الأولى (1914 - 1919). النتائج السلبية للحرب أدت إلى إعلان جمهورية المجر عام 1918 والغراف ميهالي كارولي (Károlyi) رئيساً لها. استطاع الشيوعيين والاشتراكيين الوصول إلى السلطة في العام المقبل ولكنها لم يصمدوا طويلاً، حيث اقتحم الجيش الوطني بقيادة الأدميرال ميكلوس هورثي (Horthy) العاصمة واحتل مقار الحكومة.
وقعت هنغاريا اتفاق سلام تريانون في باريس عام 1920، الذي أدى إلى فقدان البلاد 67% من أراضيها و58% من سكانها لصالح الدول المجاورة وخاصة رومانيا وتشيكوسلوفاكيا. انتخب هورثي مستشارًا للدولة في نفس العام (إلى عام 1944). الوضع الاقتصادي الداخلي والعالمي السيئ في هذه الحقبة زاد من شعبية اليمينيين في البلاد.دخلت هنغاريا الحرب العالمية الثانية في نهاية عام 1940 إلى جانب دول المحور. ساعدت القوات الألمانية في هجماتها على يوغوسلافيا والاتحاد السوفياتي. لاحقًا حاولت هنغاريا مفاوضة الحلفاء سرًا لإنهاء الحرب. احتل الجيش الألماني مواقع عدة حساسة بالبلاد ونصب سياسيين موالين. استولى الجيش الأحمر على هنغاريا عام 1945، بعد معارك طاحنة وخاصة حول العاصمة بودابست، التي سُلمت شبه مُدمرة تمامًا في 13 فبراير 1945. بعد ذلك دخلت البلاد في حقبة شيوعية تحت السيطرة السوفياتية إلى عام 1990. إعلان الجمهورية الشعبية في 1949 واندلاع انتفاضة عام 1956 هي أهم أحداث هذه الفترة. الانتفاضة الشعبية أطاحت بالحكومة وشلت البلاد لمدة أسبوعين لحين تدخل القوات السوفياتية وتعيين يانوس كادار (Kádàr) رئيسًا للحزب الشيوعي الهنغاري، الذي تمكن في وقت قصير من استعادة زمام الأمور ومحاكمة رموز الانتفاضة. كان كادار أهم شخصية سياسية بالبلاد لمدة 32 عامًا. بدأت عملية الإصلاح السياسي عام 1988 مع بدأ انهيار الاتحاد السوفياتي. فاز المنتدى الديمقراطي بقيادة جوزيف انتال (Antall) بانتخابات عام 1990 الحرة. بدأت هنغاريا عام 1990 مفاوضات مع الاتحاد السوفياتي لسحب قواته من البلاد ومفاوضات أخرى مع الاتحاد الأوروبي لمناقشة عضوية البلاد في الاتحاد، التي تمت عام 2004.